# مسیر ۵۷ ایالت کالیفرنیا
مسیر ۵۷ (SR) ۵۷)، که در بیشتر طول خود به آزادراه نارنجی (آزادراه اورنج) نیز معروف است، بزرگراه ایالتی شمال به جنوب در منطقه لس آنجلس کالیفرنیا است. این تبادل بین ایالتی ۵ (I-۵) و SR 22 در نزدیکی مرکز شهر اورنج، که به‌طور محلی با نام اورنج کراش شناخته می‌شود، در کمربندی گلندورا با I-۲۱۰ و SR ۲۱۰ در گلندورا متصل می‌شود. این بزرگراه مسیری را به چندین رشته کوه شبه جزیره فراهم می‌کند، حوزه لس‌آنجلس را با دره پومونا و دره سن گابریل پیوند می‌دهد.